# صوفيا كروفورد
صوفيا كروفورد (بالإنجليزية: Sophia Crawford)‏ هي ممثلة بريطانية، ولدت في 19 مايو 1966 في هامرسميث في المملكة المتحدة.

## وصلات خارجية
- صوفيا كروفورد على موقع IMDb (الإنجليزية)
- صوفيا كروفورد على موقع قاعدة بيانات الفيلم (الإنجليزية)